# Fortuné Dufau
Pour les articles homonymes, voir Dufau.
Fortuné Dufau né à Saint-Domingue en 1770 et mort à Paris le 18 juin 1821 est un peintre néoclassique français.

## Biographie
Fortuné Dufau est né en 1770 à Saint-Domingue.
Peintre d'histoire, il est élève de Jacques-Louis David. À son entrée dans l'atelier, David charge Anne-Louis Girodet de former Dufau. Après son apprentissage, il poursuit sa formation artistique en Italie. Soldat réquisitionnaire pendant la Révolution, il est fait prisonnier en Belgique et est déporté en Hongrie.
De retour en France, il expose au Salon de 1801 à 1819. En 1803, il fait partie des peintres choisis par Dominique Vivant Denon, pour faire le portrait officiel du Premier consul Bonaparte. Il est l'auteur d'œuvres comme Saint Vincent de Paul remplaçant un galérien, Ugolin dans sa prison (1808), Gustave Wasa haranguant les Dalécarliens (1819) et Napoléon faisant restituer les objets pillés par ses soldats en Égypte. Comme portraitiste, il est notamment l'auteur du portrait de Paul et Alfred de Musset enfants (1813) conservé à Paris au musée Carnavalet. À la Restauration, il est nommé professeur de dessin à l'école de Saint-Cyr. Après avoir quitté cette fonction, il meurt dans la misère le 18 juin 1821.

Œuvres de Fortuné Dufau
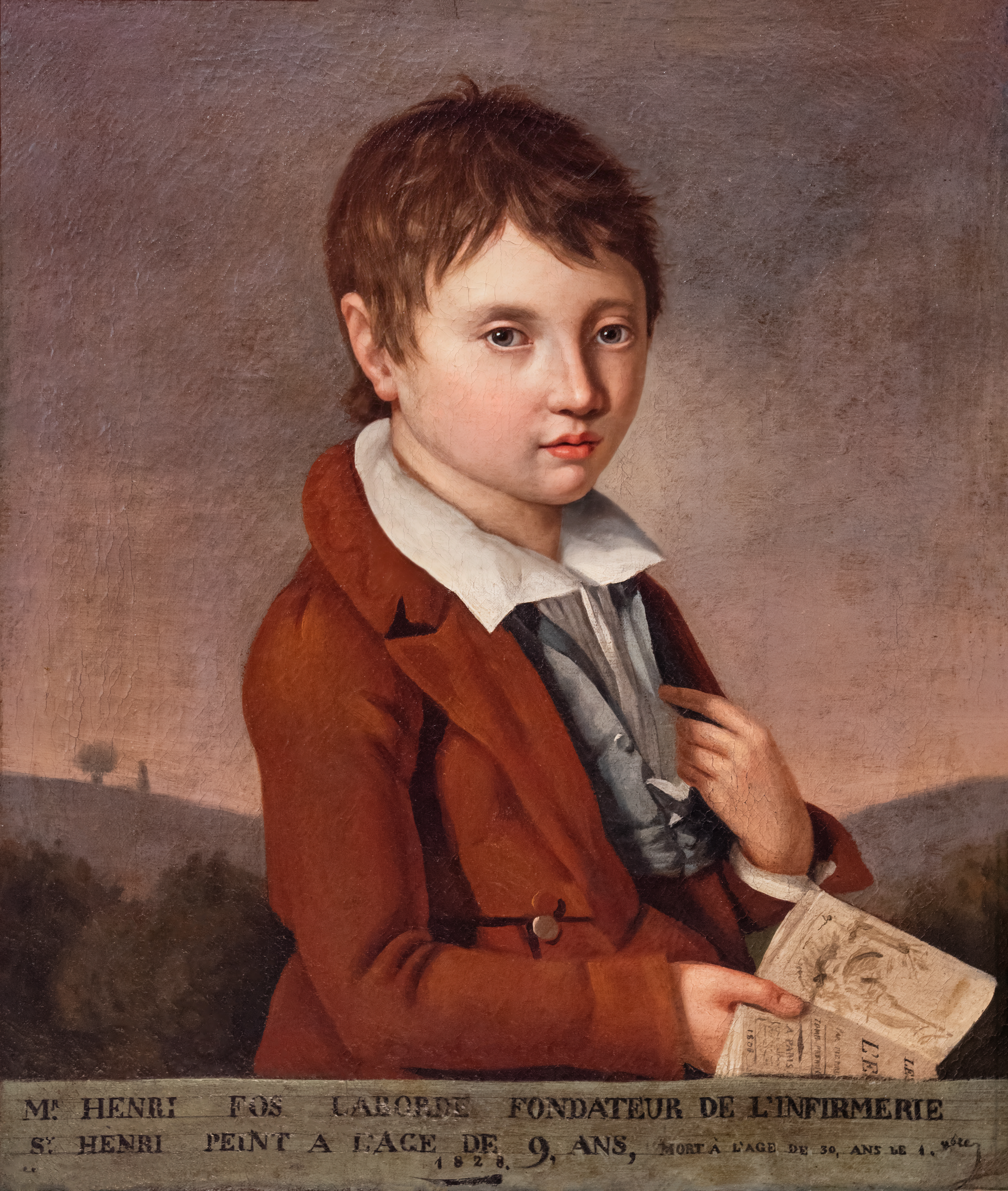
Portrait de Monsieur Henri Fos de Laborde (1807), musée des Beaux-Arts de Gaillac.
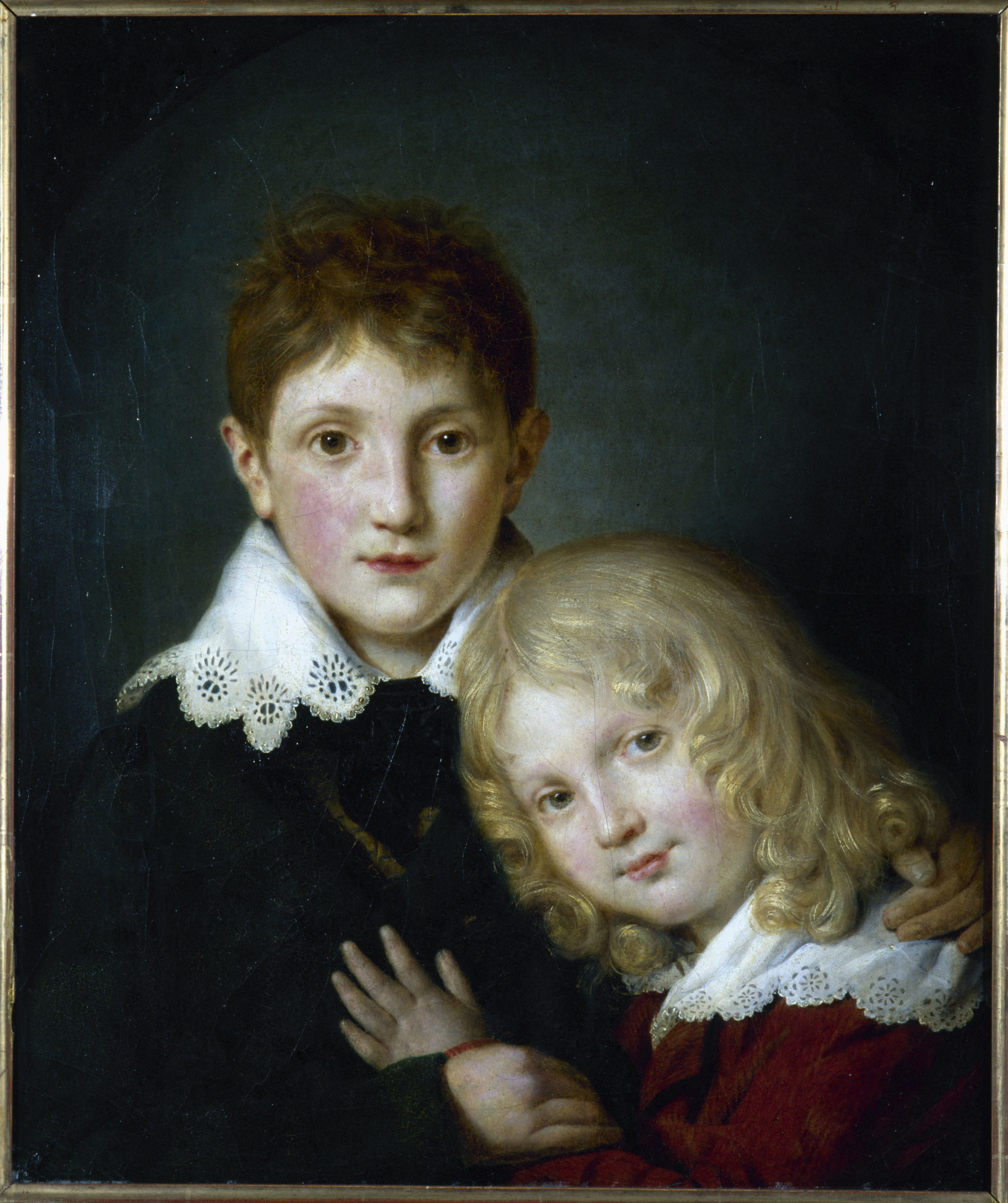
Paul et Alfred de Musset enfants (1813), Paris, musée Carnavalet.
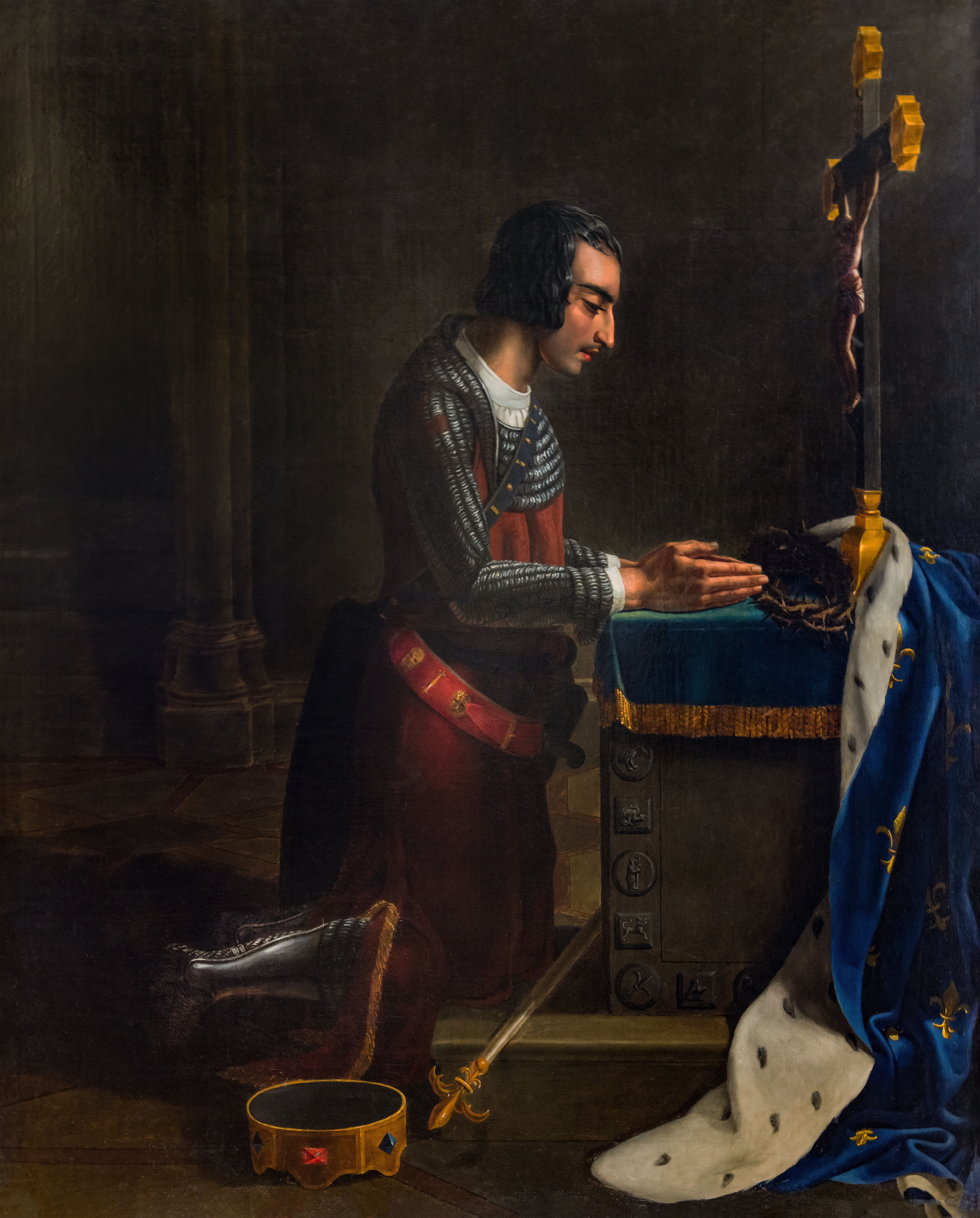
Saint Louis en prière, église Saint-Pierre de Gaillac.
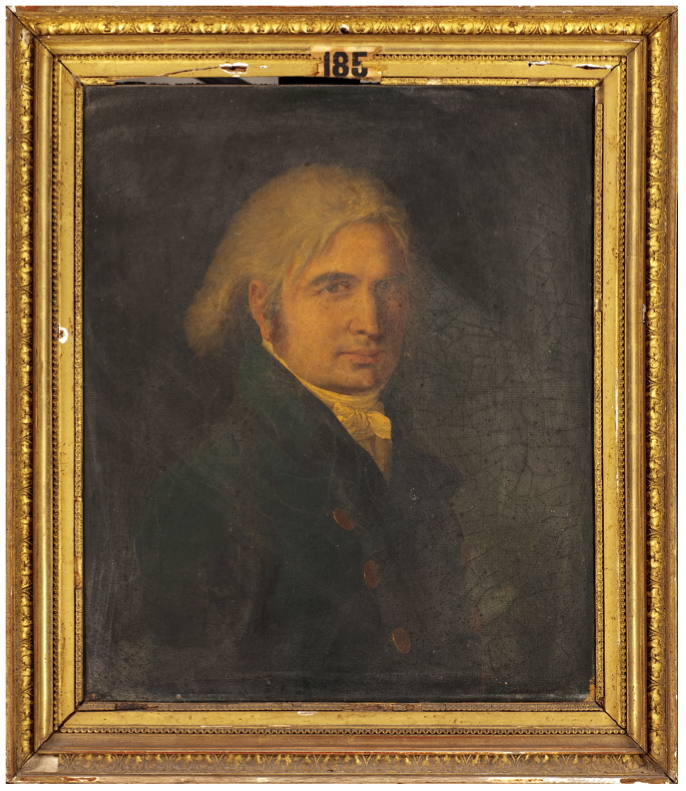
Portrait de Jean-Pierre Ricard, musée Fabre, Montpellier.